# 4567 Bečvář
A 4567 Bečvář (ideiglenes jelöléssel 1982 SO1) a Naprendszer kisbolygóövében található aszteroida. M. Mahrová fedezte fel 1982. szeptember 17-én.